# María Rosa de Gálvez
María Rosa de Gálvez est une poétesse et dramaturge espagnole, née en 1768 à Malaga et morte en 1806 à Madrid.

## Biographie
Née de parents inconnus, elle est adoptée par un colonel puis instruite dans un milieu de militaires et d'hommes politiques, futurs modèles de ses personnages de fiction. Elle épouse un cousin éloigné, le capitaine José Cabrera Ramarez avec qui elle s'installe à Madrid. Elle y fréquente des cercles intellectuels et se lie d' amitié avec Manuel José Quintana et surtout avec Manuel Godoy. Moderne, féministe et indépendante, María Rosa de Gálvez se bat pour défendre sa condition d'auteure de théâtre et pour la publication de ses textes. Elle est une des seules espagnoles de son temps à avoir été publiée. Ce privilège aurait été attribué à sa relation avec le ministre Manuel Godoy parfois au détriment de la reconnaissance de son talent. Journaliste, elle écrit pour Variedades de Ciencias, Literatura y Artes (1803-1805), le magazine publié par Manuel José Quintana.
Elle écrit 17 tragédies, comédies et pièces brèves, une zarzuela et des poèmes. Son œuvre lyrique se caractérise par une grande variété : odes héroïques et poèmes élogieux, anacréontiques, philosophiques et descriptifs. Bien qu'elle utilise les formes littéraires néoclassiques, elle introduit des éléments précurseurs de l'esthétique romantique : défense de la liberté des peuples et des individus, dénonciation de toute forme d'oppression, de fanatisme ou d'esclavage. Elle transgresse la vision traditionnelle du monde féminin au travers de ses héroïnes: si certaines sont des victimes soumises à l'autorité masculine, d'autres sont des femmes fortes et indépendantes. Elle défend les droits des femmes comme l'aide aux veuves, la possibilité de choisir son époux ou encore l'amour hors mariage.

## Hommage et postérité
À Malaga, une rue, une école primaire publique et une salle de conférence de l’Université de Malaga portent son nom.

## Œuvres

### Comédies néoclassiques
- Un loco hace ciento, 1801
- Las esclavas amazonas, 1805
- La familia à la moda, 1805

### Tragédies et drames historiques
- Blanca de Rossi, 1804
- Ali-Bek, Madrid, Benito García y Compañía, 1801,

### Poésies
- Obras poéticas de Doña Rosa Gálvez de Cabrera, Madrid, Imprenta Real, 1804, 3 vols.